# Tom Williams
Tom Williams, właśc. Thomas Williams, baron Williams of Barnburgh (ur. 18 marca 1888 w Blackwell w hrabstwie Derbyshire, zm. 29 marca 1967 w Doncasterze) – brytyjski polityk, członek Partii Pracy, minister w rządach Clementa Attleego.
Był synem górnika Jamesa Williamsa i Mary Ann Parton. Dorastał w Swinton w hrabstwie Yorkshire. W 1899 r. rozpoczął pracę w Kilnhurst. Rychło zaangażował się w działalność związków zawodowych i wstąpił do Niezależnej Partii Pracy. Przed I wojną światową należał do Brytyjskiej Partii Socjalistycznej. W 1918 r. został wybrany z ramienia Partii Pracy do rady okręgu miejskiego Bolton-upon-Dearne.
Od 1910 r. był żonaty z Elizabeth Ann Andrews (zm. 1977). Miał z nią córkę i syna, który poślubił córkę innego laburzystowskiego polityka, Herberta Morrisona.
W 1922 r. został wybrany do Izby Gmin jako reprezentant okręgu Don Valley. W rządzie wojennym Winstona Churchilla był w latach 1940–1945 parlamentarnym sekretarzem w ministerstwie rolnictwa i rybołówstwa. W 1941 r. został członkiem Tajnej Rady. W laburzystowskim rządzie w latach 1945–1951 był ministrem rolnictwa i rybołówstwa.
Williams zasiadał w Izbie Gmin do 1959 r. W lutym 1961 r. został kreowany parem dożywotnim jako baron Williams of Barnburgh i zasiadł w Izbie Lordów. Zmarł w 1967 r.